# Красная Речка (Дергачёвский район)
Кра́сная Ре́чка — посёлок в Дергачёвском районе Саратовской области, входит в состав Октябрьского муниципального образования.

## География
Находится на расстоянии примерно 33 км (по прямой) на юго-восток от районного центра посёлка Дергачи. Через посёлок протекает река Красная.

## История
Официальная дата основания 1929 год.

## Население
| 2010 |
| ---- |
| 63   |

Постоянное население составляло 125 человек в 2002 году (казахи 38 %, русские 38 %), 63 человека в 2010 году.